# مسیه ۵۲
خوشه ستاره ای باز M52 در صورت فلکی ذات الکرسی یا خداوند اورنگ قرار دارد. این جرم غیر ستاره ای توسط شارل میسه در سال 1774 کشف گردید. با دوربین دوچشمی یا تلسکوپ کوچک می‌توان این خوشه ستاره ای را از زمین رصد کرد.
به دلیل جذب نور توسط مواد میان ستاره ای تعیین دقیق فاصله این خوشه از ما امکانپذیر نیست. تخمین زده می‌شود که این خوشه در فاصله 3 تا 5 هزار سال نوری از زمین قرار داشته باشد. تحقیقی روی اسن خوشه نشان داده است که دارای 193 عضو می‌باشد  که نورانی‌ترین عضو آن از قدر 11 می درخشد. عمر تخمینی این خوشه نیز 35 میلیون سال است.